# Plutonocen
Plutonocen, Pu(C8H8)2, je organická sloučenina obsahující atom plutonia navázaný mezi dva cyklooktatetraenidové anionty (COT2−), čímž vytváří sendvičovou strukturu. Jedná se o tmavě červenou pevnou látku citlivou na vzduch a slabě rozpustnou v toluenu a chlorovaných uhlovodících.
Plutonocen patří mezi aktinoceny, skupinu metalocenů obsahujících aktinoidy v oxidačním čísle +4.
Ve srovnání s ostatními aktinoceny, jako je uranocen, je plutonocen kvůli své silné radioaktivitě méně zkoumán. Častěji se tato látka zkoumá v teoretických studiích zaměřených na vazby v jejích molekulách.

## Struktura
Struktura plutonocenu byla zjištěna pomocí monokrystalové rentgenové difrakce.
Cyklooktatetraenidové kruhy jsou navzájem v zákrytu a zaujímají rovinnou konformaci, kde má všech 8 vazeb C–C stejnou délku 141 pm; v molekule se nachází inverzní centrum v poloze, kterou zaujímá atom plutonia. Vzdálenosti atomů plutonia od středu jsou 190 pm a vazby Pu–C jsou dlouhé od 263 do 264 pm.
I přes podobné struktury molekul krystaly plutonocenu nejsou izomorfní s ostatními aktinoceny, jelikož plutonocen krystalizuje v jednoklonné soustavě s prostorovou grupou I2/m, zatímco krystaly thorocenu, protaktinocenu, uranocenu a neptunocenu sou sice také jednoklonné, ale jejich prostorová grupa je P21/n.
Teoretické výpočty naznačují u plutonocenu výskyt obohacených kovalentních vazeb, vznikajících interakcemi 6d a 5f orbitalů plutonia s π orbitaly ligandů.

## Příprava
Plutonocen byl poprvé připraven v roce 1970 reakcí hexachloroplutoničitanu tetraethylamonného ([N(C2H5)4]2PuCl6) s cyklooktatetraenidem draselným (K2(C8H8)) v tetrahydrofuranu za pokojové teploty:
(NEt4)2PuCl6 + 2 K2(C8H8) → Pu(C8H8)2 + 2 NEt4Cl + 4 KCl
Tento postup se liší od příprav ostatních aktinocenů, kde se obvykle používá reakce chloridu, AnCl4, s K2(C8H8); u plutonia takovýto postup není možný, protože chlorid plutoničitý není stálý. Reakci nelze provést ani s  cesnými a pyridiniovými hexachloroplutoničitany namísto tetraethylamonných.
Byl také vyvinut jiný postup, založený na jednoelektronové oxidaci zeleného komplexu [K(krypt)][PuIII(C8H8)2] jodidem stříbrným (AgI):
[PuIII(C8H8)2]− + AgI → Pu(C8H8)2 + Ag0 + I−
Anion [PuIII(C8H8)2]− se získává substitucí z K2(C8H8) a jiných organoplutonitých komplexů, které lze vytvořit redukcí oxidu plutoničitého bromovodíkem (HBr) v tetrahydrofuranu (THF). Jako zdroje plutonia zde mohou sloužit i chlorid a jodid plutonitý.

## Ostatní vlastnosti
Plutonocen je chemicky podobný uranocenu a neptunocenu a reaguje téměř stejně. Tyto tři látky se nerozkládají působením vody a zředěných roztoků zásad, ale jsou citlivé na vzduch a rychle se mění na oxidy. Vykazují pouze nízkou (s nasycenými koncentracemi okolo 10−3 mol/dm3) rozpustnost v aromatických a chlorovaných rozpouštědlech, jako jsou benzen, toluen, tetrachlormethan a chloroform.